# Cosimo de Begna Possedaria
Cosimo de Begna Possedaria, chorvatsky též Kuzma Benja Posedarski (7. října 1818 – 31. ledna 1885 Zadar), byl rakouský politik z Dalmácie, v 2. polovině 19. století poslanec Říšské rady a starosta Zadaru.

## Biografie
Patřil do politického proudu dalmatských autonomistů, tzv. autonomaši (nazývaní někdy pejorativně i talijanaši), kteří prosazovali multietnickou dalmatskou identitu a zůstávali napojení na italský kulturní okruh. Od roku 1860 redigoval spolu s G. Ferrari Cupilliem autonomistický list La Voce dalmatica. V letech 1861–1870 zastával funkci starosty Zadaru.
V 60. letech 19. století zasedal jako poslanec Dalmatského zemského sněmu. Jeho členem byl v letech 1861–1870, 1871–1873 a 1878–1880. Sněm ho zvolil roku 1864 i za poslance Říšské rady (celostátního parlamentu), tehdy ještě nepřímo volené. 21. listopadu 1864 složil slib. Do vídeňského parlamentu se vrátil ještě v prvních přímých volbách roku 1873. Zastupoval kurii městskou a obchodních komor v Dalmácii. Slib složil 4. března 1874. V roce 1873 se uvádí jako hrabě Dr. Cosmus Begna-Possedaria, starosta, bytem Zadar. V roce 1878 byl členem poslaneckého klubu levého středu.
Zemřel v lednu 1885 po dlouhé nemoci. Jeho potomci se za druhé světové války přestěhovali do Itálie.